# Dori (enano)
En el Universo Imaginario de Tolkien Dori es un enano de la Casa de Durin, que nació en las Ered Luin, y del cual se desconoce su año de nacimiento. 
En el año 2941 de la Tercera Edad del Sol, formó parte de la compañía de Thorin que se embarcó junto a sus hermanos en la misión de la Montaña Solitaria para recuperar el Reino Bajo Montaña de las manos de Smaug el Dorado. 
Al pobre Dori le tocó cargar a Bilbo Bolsón en la huida de la Compañía, por los túneles de los trasgos, perdiéndolo en la oscuridad, cuando el hobbit chocó su cabeza contra la parte superior de la boca de un túnel, justo en el momento en que un trasgo lo había tomado de un pie. Más adelante acudiría otra vez en su ayuda, cuando en el ataque de los huargos lo ayudó a subir a la rama de un pino. Luego sería el «compañero de vuelo» de Bilbo en las garras de una de las águilas de Gwaihir.
Dori tenía una flauta que tocaba en casa de Bilbo, antes de partir en su viaje. Se decía que disfrutaba la comida tanto como Bilbo o cualquier hobbit, y fue descrito por en el relato como «un tipo decente, a pesar de sus quejas». Dori era uno de los más viejos y fuertes de la compañía de enanos. Por lo general llevaba una capa con capucha púrpura cuando viajan al extranjero.
Dori luchó y sobrevivió en la Batalla de los Cinco Ejércitos y volvió a la Montaña Solitaria reino donde se estableció y se enriqueció. Él sobrevivió hasta la época del Concilio de Elrond y la Guerra del Anillo. La fecha de su muerte es desconocida. Tolkien menciona que en el año 3018 T. E. seguía vivo.

## Película
En las películas de Peter Jackson Dori es interpretado por Mark Hadlow.